# أمبازون
أمبازون (بالإنجليزية: Ambazone) هو مطهر للفم، تم تسجيل براءة اختراعه في عام 1957 من قبل شركة باير تحت الاسم التجاري إيفرسال، واستخدم لفترة وجيزة في ألمانيا. لا يزال يستخدم في روسيا ودول الاتحاد السوفيتي السابق وبولندا ورومانيا. لم تتم الموافقة عليه من قبل إدارة الغذاء والدواء الأمريكية.

## التركيب
يمكن الحصول على أمبازون بطريقة تركيبية من خطوتين، تفاعل 1.4-بنزوكوينون مع أمينوجوانيدين و ثيوسيميكاربازيد.

## التطبيقات
يستخدم أمبازون كعامل كابح للبكتيريا العقدية، المكورة الرئوية والعقديات المخضرة.